# Pterolophia hiekiana
Pterolophia hiekiana là một loài bọ cánh cứng trong họ Cerambycidae.